# Чиле на Светском првенству у атлетици на отвореном 2015.
Чиле је учествовао на Светском првенству у атлетици на отвореном 2015. одржаном у Пекингу од 22. до 30. августа петнаести пут, односно учествовао је на свим првенствима до данас. Репрезентацију Чилеа представљало је 6 такмичара (3 мушкарца и 3 жене) који су се такмичили у седам дисциплина (3 мушке и 4 женске).,
На овом првенству Чиле није освојило ниједну медаљу. Није било нових националних али је остварен 1 најбољи лична резултат сезони.

## Учесници
| Мушкарци: - Карлос Дијаз — 1.500 м - Виктор Аравена — 5.000 м - Јерко Араја — 20 км ходања | Жене: - Исидора Хименез — 100 м, 200 м - Наталија Дуко — Бацање кугле - Карен Гаљардо — Бацање диска |  |

## Резултати

### Мушкарци
| Атлетичар      | Дисциплина   | Лични рекорд | Квалификаије | Квалификаије | Финале           | Финале       | Детаљи |
| Атлетичар      | Дисциплина   | Лични рекорд | Резултат     | Место        | Резултат         | Место        | Детаљи |
| -------------- | ------------ | ------------ | ------------ | ------------ | ---------------- | ------------ | ------ |
| Карлос Дијаз   | 1.500 м      | 3:37,86      | 3:39,75 кв   | 11. у гр. 3  | 3:47,48          | 24 40 (41)   |        |
| Виктор Аравена | 5.000 м      | 13:46,94     | 14:29,34     | 18. у гр. 1  | Није се пласирао | 36 39 (41)   |        |
| Јерко Араја    | 20 км ходање | 1:23:10 НР   |              |              | 1:29:12          | 49 / 50 (61) |        |

### Жене
| Атлетичарка     | Дисциплина   | Лични рекорд        | Квалификације | Квалификације | Полуфинале        | Полуфинале        | Финале            | Финале       | Детаљи                                      |
| Атлетичарка     | Дисциплина   | Лични рекорд        | Резултат      | Место         | Резултат          | Место             | Резултат          | Место        | Детаљи                                      |
| --------------- | ------------ | ------------------- | ------------- | ------------- | ----------------- | ----------------- | ----------------- | ------------ | ------------------------------------------- |
| Исидора Хименез | 100 м        | 11,33 (+1,6 м/с) НР | 11,47         | 6. у гр. 3    | Није се пласирала | Није се пласирала | Није се пласирала | 33 / 52 (54) |                                             |
| Исидора Хименез | 200 м        | 22,95 (+1,2 м/с) НР | 23,22         | 5. у гр. 3    | Није се пласирала | Није се пласирала | Није се пласирала | 33 / 52 (54) | Архивирано на веб-сајту (30. новембар 2015) |
| Наталија Дуко   | Бацање кугле | 18,80 НР            | 18,29 кв, ЛРС | 4. у гр. Б    |                   |                   | 17,98             | 9 / 24       |                                             |
| Карен Гаљардо   | Бацање диска | 61,10 НР            | 58,32         | 11. у гр. B   | Није се пласирала | 22 / 31           |                   |              |                                             |